# Cerodontha trispinosa
Cerodontha trispinosa är en tvåvingeart som beskrevs av Spencer 1977. Cerodontha trispinosa ingår i släktet Cerodontha och familjen minerarflugor. Inga underarter finns listade i Catalogue of Life.